# Шагаракти-Шуриаш
Шагаракти-Шуриаш (Ša-ga-rak-ti Šur-ia-aš) — касситский царь Вавилонии, правил приблизительно в 1256 — 1243 годах до н. э.
Сын Кудур-Эллиля. В состав его имени входит имя касситского бога Шуриаша, соответствующему аккадскому Шамашу. Видимо, тождественен с царём, носящим чисто вавилонское имя — Атанах-Шамаш (Ātanaḫ-Šamaš), упомянутым в двух текстах из Дур-Куригальзу. Видимо, имя Атанах-Шамаш является простым переводом касситского имени Шагаракти-Шуриаш на аккадский язык. Вступил на трон, видимо, ещё несовершеннолетним.
От его правления сохранилось не много надписей. Согласно хозяйственным текстам из Ниппура, при нём Вавилония, кажется, переживала экономические трудности; многочисленные граждане находились в долговой кабале.
Шагаракти-Шуриаш строил многочисленные храмы, в том числе в Дур-Куригальзу и Ниппуре, а согласно надписи позднейшего вавилонского царя Набонида, восстановил храмы бога Шамаша — Эбаббар (букв. «Дом Лучезарного») и богини Анунит — Эульмаш в Сиппаре. Культ богов Нуску и Энлиля выдвигались им на первое место. Жемчужина карнеола с его именем была найдена в ассирийском городе Кальху (современный Нимруд), куда она попала, вероятно, после грабежа Вавилона ассирийским царём Тукульти-Нинуртой I.
Правил Шагаракти-Шуриаш 13 лет.